# Sokolskoïe
Sokolskoïe (en russe : Соко́льское) est une commune urbaine de Russie de type bourg ouvrier qui est située dans l'oblast de Nijni Novgorod. C'est le siège administratif du raïon et de la municipalité du même nom.

## Géographie
Sokolskoïe se trouve au bord de la Volga au nord-ouest de l'oblast de Nijni Novgorod, à 102 km à vol d'oiseau ou 140 km par la route de Nijni Novgorod.
La température moyenne est en janvier de -12,4°С, et en juillet de +18,3°С.

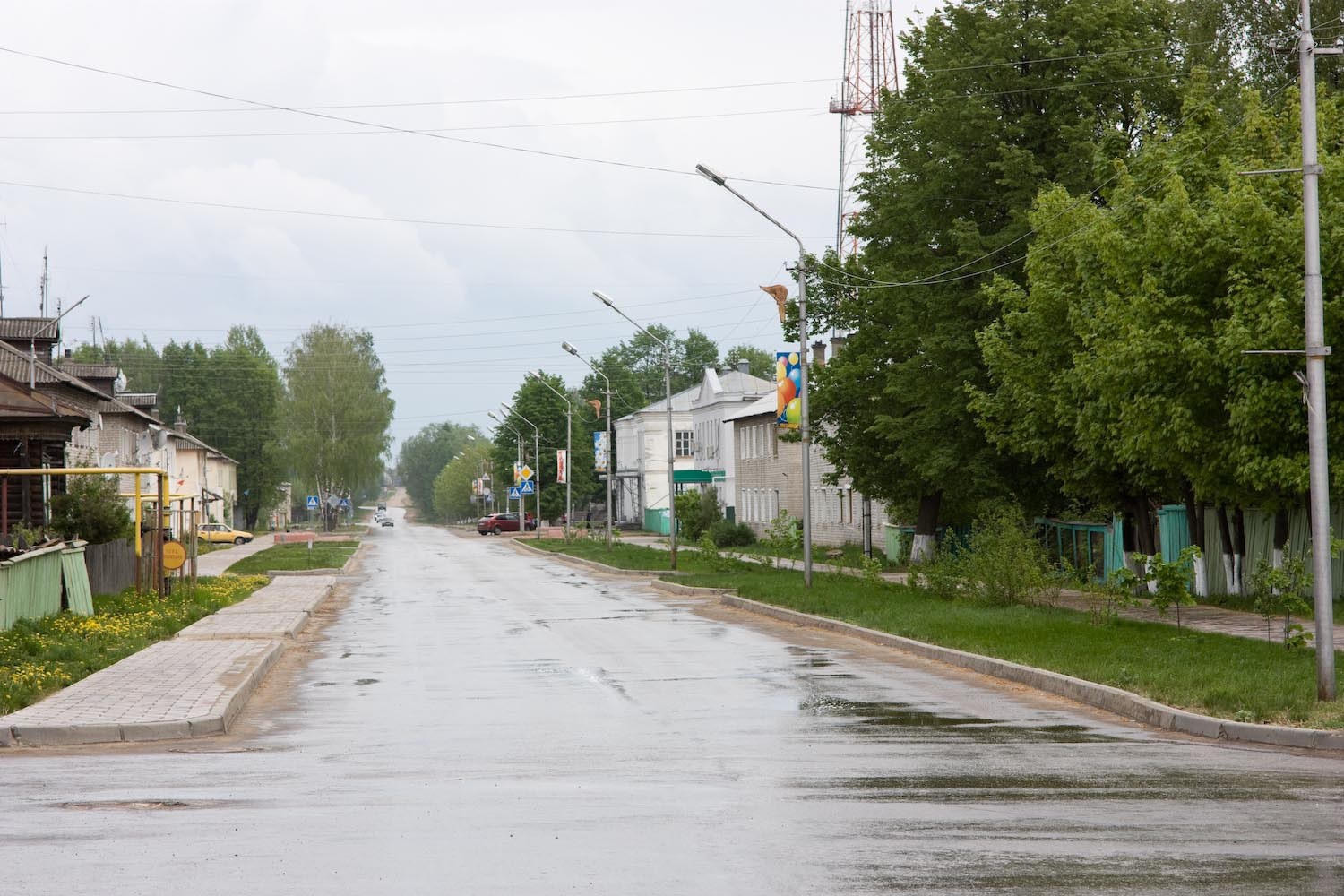
Une rue de la bourgade de Sokolskoïe.

## Histoire
La localité est connue depuis 1888. En 1918 sa volost est transférée de l'ouïezd de Makarievo (dans le gouvernement de Kostroma) à l'ouïezd de Kovernino et après l'abolition de ce dernier, le 27 juillet 1922, à l'ouïezd de Iourievets dans le gouvernement d'Ivanovo-Voznessensk. À partir de janvier 1929, le village de Sokolskoïe est devenu une partie de l'oblast d'Ivanovo-Voznessensk, rebaptisé en mars 1929 en oblast industriel d'Ivanovo. Sokolskoïe devient le siège du raïon (arrondissement) du même nom en 1935 et obtient le statut de commune urbaine en 1938.
En 1994, conformément aux résultats d'un référendum organisé parmi les habitants, le raïon de Sokolskoïe de l'oblast d'Ivanovo (et avec lui le village de Sokolskoïe) a été transféré à l'oblast de Nijni Novgorod.

## Population
Recensements (*) et estimations de la population,,:
| 1926* | 1939* | 1959* | 1970* | 1979* | 1989* |
| ----- | ----- | ----- | ----- | ----- | ----- |
| 3 376 | 4 684 | 5 162 | 6 077 | 6 477 | 7 222 |

| 2002* | 2010* | 2012  | 2013  | 2014  | 2015  |
| ----- | ----- | ----- | ----- | ----- | ----- |
| 6 683 | 6 344 | 6 215 | 6 090 | 6 022 | 6 062 |

| 2016  | 2017  | 2018  | 2019  | 2020  | 2021* |
| ----- | ----- | ----- | ----- | ----- | ----- |
| 6 068 | 6 869 | 6 033 | 6 015 | 6 088 | 5 923 |

| 2023  | - | - | - | - | - |
| ----- | - | - | - | - | - |
| 5 892 | - | - | - | - | - |

## Économie
Un chantier naval opère dans le village (rééquipement de débarcadères, bateaux à moteur de type Moscou, OM, etc., production de bateau en bois à moteur, de bateaux de sauvetage), ainsi qu'un complexe industriel (production de linge de lit, vêtements, etc.). Il y a aussi une laiterie industrielle, et des entreprises de la filière du bois
La commune dispose d'une école de charpenterie. Le premier festival Plaisirs de la menuiserie a commencé en août 2009.

## Religion
L'église du village, consacrée à Notre-Dame Consolatrice des Affligés, dépend de l'éparchie de Gorodets de l'Église orthodoxe russe.